# なるほど!ニッポン情報局
なるほど!ニッポン情報局（なるほどにっぽんじょうほうきょく）は、ニッポン放送にて2013年4月6日から2014年3月30日、2015年4月4日から2016年3月26日に放送していた政府広報番組。

## 番組概要
政府広報番組において、2009年の鳩山由紀夫内閣による事業仕分けにて、政府広報に関する予算削減により、翌年から政府広報番組の殆どが終了。それはラジオでも同様であり、ニッポン放送が製作していた『栗村智のHappy!ニッポン!』もそのあおりで終了していた。
しかし、2012年12月16日に執り行われた第46回衆議院議員総選挙の選挙結果の政権交代にて誕生した第2次安倍内閣により、年を跨いだ2013年にラジオで多く政府広報番組を放送して来たニッポン放送にて、3年振りに番組が制作される事が決定。
番組内容は、国民に身近な政策や行政の取組み等について、放送週毎にテーマを設け、官公庁の担当者をゲストに招いてインタビューする形式で構成されている。
番組放送時期については、予算の調達の絡みも有り放送開始から1年で一旦番組終了し、一旦エフエム東京へ移り、『Weekly ニッポン!!』の放送を経て再び1年間番組を編成した。
放送終了後は再びエフエム東京制作となり、『秋元才加のWeekly Japan!!』へと移行。

## 出演者

### 放送終了時点

#### パーソナリティ
- 山本剛士（ニッポン放送アナウンサー）
- 新保友映（当時：ニッポン放送アナウンサー）※第2期

### 過去

#### パーソナリティ
- 増田みのり（当時：ニッポン放送アナウンサー）※第1期

## ネット局

### 第1期
| 放送地域      | 放送局名       | 放送時間           | 備考                                                    |
| ------------- | -------------- | ------------------ | ------------------------------------------------------- |
| 関東広域圏    | ニッポン放送   | 土曜 7:30 - 7:50   | 【制作局】 『徳光和夫 とくモリ!歌謡サタデー』の内包扱い |
| 北海道        | HBCラジオ      | 日曜 8:00 - 8:20   |                                                         |
| 青森県        | RABラジオ      | 日曜 8:00 - 8:20   |                                                         |
| 岩手県        | IBCラジオ      | 日曜 7:25 - 7:45   |                                                         |
| 宮城県        | TBCラジオ      | 日曜 9:30 - 9:50   |                                                         |
| 秋田県        | ABSラジオ      | 日曜 15:35 - 15:55 |                                                         |
| 福島県        | ラジオ福島     | 日曜 17:00 - 17:20 | 『心ひとつの3.11 ふくしまの絆ステーション』 の内包扱い  |
| 新潟県        | BSNラジオ      | 日曜 9:00 - 9:20   |                                                         |
| 長野県        | SBCラジオ      | 日曜 9:30 - 9:50   | [ 2 ]                                                   |
| 石川県        | MROラジオ      | 日曜 15:30 - 15:50 |                                                         |
| 中京広域圏    | CBCラジオ      | 土曜 18:40 - 19:00 | JRN単独加盟局かつ唯一のNRN系列外ネット局                |
| 近畿広域圏    | 朝日放送ラジオ | 日曜 7:35 - 7:55   |                                                         |
| 島根県 鳥取県 | BSSラジオ      | 日曜 7:15 - 7:35   |                                                         |
| 広島県        | RCCラジオ      | 日曜 7:35 - 7:55   | [ 3 ]                                                   |
| 徳島県        | JRTラジオ      | 土曜 7:10 - 7:30   |                                                         |
| 福岡県        | KBCラジオ      | 日曜 8:00 - 8:20   |                                                         |
| 宮崎県        | MRTラジオ      | 土曜 19:00 - 19:20 |                                                         |
| 鹿児島県      | MBCラジオ      | 土曜 19:40 - 20:00 |                                                         |
| 沖縄県        | ROKラジオ      | 日曜 17:40 - 18:00 |                                                         |

### 第2期
| 放送地域      | 放送局名       | 放送時間           | 備考                                                    |
| ------------- | -------------- | ------------------ | ------------------------------------------------------- |
| 関東広域圏    | ニッポン放送   | 土曜 7:40 - 8:00   | 【制作局】 『徳光和夫 とくモリ!歌謡サタデー』の内包扱い |
| 北海道        | HBCラジオ      | 日曜 8:15 - 8:35   |                                                         |
| 青森県        | RABラジオ      | 日曜 8:10 - 8:30   |                                                         |
| 岩手県        | IBC岩手放送    | 土曜 16:30 - 16:50 |                                                         |
| 宮城県        | TBCラジオ      | 日曜 10:20 - 10:40 |                                                         |
| 秋田県        | ABSラジオ      | 日曜 8:30 - 8:50   |                                                         |
| 福島県        | ラジオ福島     | 土曜 12:25 - 12:45 |                                                         |
| 新潟県        | BSNラジオ      | 日曜 8:30 - 8:50   |                                                         |
| 長野県        | SBCラジオ      | 日曜 19:40 - 20:00 |                                                         |
| 石川県        | MROラジオ      | 日曜 12:35 - 12:55 |                                                         |
| 中京広域圏    | CBCラジオ      | 日曜 12:20 - 12:40 | JRN単独加盟局かつ唯一のNRN系列外ネット局                |
| 近畿広域圏    | 朝日放送ラジオ | 日曜 7:35 - 7:55   |                                                         |
| 島根県 鳥取県 | BSSラジオ      | 土曜 8:35 - 8:55   |                                                         |
| 広島県        | RCCラジオ      | 日曜 8:00 - 8:20   |                                                         |
| 徳島県        | JRTラジオ      | 日曜 9:00 - 9:20   |                                                         |
| 福岡県        | KBCラジオ      | 日曜 8:00 - 8:20   |                                                         |
| 宮崎県        | MRTラジオ      | 土曜 15:20 - 15:40 |                                                         |
| 鹿児島県      | MBCラジオ      | 土曜 19:40 - 20:00 |                                                         |
| 沖縄県        | ラジオ沖縄     | 土曜 7:30 - 7:50   |                                                         |